# Michał Cyrański
Michał Ksawery Cyrański – polski chemik, dr hab. nauk chemicznych, profesor Wydziału Chemii Uniwersytetu Warszawskiego.

## Życiorys naukowy
W 1994 r. ukończył studia na Wydziale Chemii Uniwersytetu Warszawskiego.  Na tymże wydziale w 1999 r. obronił rozprawę doktorską pt. Ocena charakteru aromatycznego układów pi-elektronowych z uwzględnieniem separacji wkładu energetycznego i geometrycznego, przygotowaną pod kierunkiem prof. Tadeusza Krygowskiego, a w 2008 r. habilitował się, na podstawie pracy zatytułowanej Energetyczne i strukturalne aspekty cyklicznej delokalizacji pi-elektronowej. W 2014 r. uzyskał tytuł profesora nauk chemicznych. Jest zatrudniony na stanowisku profesora.
Jest członkiem Komitetu Krystalografii PAN, w którym pełni funkcję przewodniczącego Sekcji Krystalografii Chemicznej i Farmaceutycznej; należy też do zespołu doradczego przy prezydium tego komitetu. Ponadto jest zastępcą przewodniczącego Rady Dyscypliny Naukowej - Nauk Chemicznych Uniwersytetu Warszawskiego.
Był członkiem prezydium ZG Polskiego Towarzystwa Chemicznego.